# Aphinya Thongdaeng
Aphinya Thongdaeng (en tailandés: อภิญญา ทองแดง; 1 de marzo de 2003) es una deportista tailandesa que compite en esgrima en silla de ruedas. Ganó una medalla de bronce en los Juegos Paralímpicos de París 2024, en la prueba de espada por equipos.

## Palmarés internacional
| Juegos Paralímpicos | Juegos Paralímpicos | Juegos Paralímpicos | Juegos Paralímpicos |
| Año                 | Lugar               | Medalla             | Prueba              |
| ------------------- | ------------------- | ------------------- | ------------------- |
| 2024                | París (Francia)     | Medalla de bronce   | Espada por equipos  |